# Anthony W. Knapp
Pour les articles homonymes, voir Knapp.
Anthony William Knapp, né le 2 décembre 1941 à Morristown, au New Jersey, est un mathématicien américain qui travaille en théorie des représentations des groupes de Lie en dimension infinie.

## Biographie
Knapp étudie au Dartmouth College et à l'université de Princeton, où il obtient son Ph. D. en 1965 sous la supervision de Salomon Bochner avec une thèse intitulée Distal Functions on Abelian Groups . De 1965 à 1967, il est C.L.E. Moore Instructor au Massachusetts Institute of Technology.  De 1967 à 1970, il est professeur assistant à l'université Cornell, puis de 1970 à 1975 professeur associé, enfin de 1975 à 1990 professeur titulaire, toujours à l'université Cornell . Depuis 1986, il est professeur à l'Université d'État de New York à Stony Brook, jusqu'à son éméritat en 1997.

## Recherche
En 1966 paraît le livre Denumerable Markov Chains écrit par lui,  John G. Kemeny et J. Laurie Snell (en) (Knapp avait suivi les cours des deux derniers à Dartmouth).
Avec Elias Stein, de Princeton, Knapp développe la théorie des opérateurs d'entrelacement (intertwining operators) pour la construction de représentations unitaires. Avec Gregg Zuckerman, il complète la classification des représentations irréductibles tempérées (tempered representations) des groupes de Lie semi-simples (1975) utilisées par Harish-Chandra pour son théorème de Plancherel. Il est connu aux États-Unis pour ses manuels.

## Prix et distinctions
En 1974, il est conférencier invité au Congrès international des mathématiciens de Vancouver (A Szegö kernel for discrete series). En 1982/83, il est Guggenheim Fellow. En 1997, il reçoit le prix Leroy P. Steele pour son manuel Representation Theory of Semisimple Groups. De 1998 à 2001, il est rédacteur en chef des Notices of the American Mathematical Society. Il est membre de l'American Mathematical Society .

## Publications
D'après le Zentralblatt MATH, Anthony Knapp est auteur ou coauteur de 98 publications, dont 16 livres ou recueil d'actes (y compris les rééditions). Parmi les ouvrages, il y a plusieurs manuels d'enseignement dont certains sont en libre accès.
Monographies
- [2002] : Lie groups beyond an introduction, Birkhäuser, coll. « Progress in Mathématics » (no 140), 2002, 2e éd., xviii+812 (ISBN 0-8176-4259-5, lire en ligne)

- [2001] : Representation theory of semisimple groups : an overview based on examples, Princeton University Press, coll. « Princeton Landmarks in Mathematics », 2001 (1re éd. 1986), xx+773 (ISBN 0-691-09089-0, lire en ligne)
- [1995] : avec David A. Vogan (en), Cohomological induction and unitary representations, Princeton University Press, coll. « Princeton Mathematical Series » (no 45), 1995
- [1976] : avec John George Kemeny et J. Laurie Snell (avec un chapitre sur les champs aléatoires de Markov par David Griffeath), Denumerable Markov Chains, New York, Springer-Verlag, coll. « Graduate Texts in Mathematics » (no 40), 1976 (réimpr. 1991 et 1995) (1re éd. 1966), xii+484 (ISBN 0-387-90177-9).

Manuels
- [2021] : Stokes's Theorem and Whitney Manifolds, publié par l’auteur, xviii+ 152 (lire en ligne)
- [2005] : (en) Basic Real Analysis, Boston, Birkhäuser, coll. « Cornerstones », xxii+653 (ISBN 978-0-8176-3250-2 et 0-8176-3250-6, lire en ligne)
- [2005] : Advanced Real Analysis, Boston, Birkhäuser, coll. « Cornerstones », 2005, xxii+456 (ISBN 978-0-8176-4382-9 et 0-8176-4382-6, lire en ligne)

Autres
- [1997] : « Introduction to the Langlands Program », dans T. N. Bailey, A. W. Knapp (éditeurs), Representation theory and Automorphic Forms, Edinburgh 1996, American Mathematical Society, coll. « Proc. Symp. Pure Math. » (no 61), 1997, p. 245-302